# Folkungakören
Folkungakören var en blandad kör i Östergötlands län som bildades senast 1927.

## Historik
Folkungakören var en blandad kör i Östergötlands län som bildades senast 1927. 1936 åkte kören till Estland och framförde en konsert i Tallinn under ledning av rektor Per Söderbäck.